# ستاد بنها
ملعب بنها الرياضي هو الملعب الخاص بمباريات نادي بنها، تم تطويره عام 2016 بدعم كبير من وزارة الرياضة، ويعتبر من أفضل الملاعب المصرية الموجودة حاليا.